# روب ديبل
روب ديبل (بالإنجليزية: Rob Dibble)‏ هو لاعب كرة قاعدة أمريكي، ولد في 24 يناير 1964 في بريدجبورت في الولايات المتحدة.

## وصلات خارجية
- روب ديبل على موقعبيزبول رفرنس.كوم (الدوري الرئيسي) (الإنجليزية)
- روب ديبل على موقعبيزبول رفرنس.كوم (الدوري الثانوي) (الإنجليزية)
- روب ديبل على موقع إي إس بي إن.كوم (أم.أل.بي) (الإنجليزية)
- روب ديبل على موقع مشجعي الرسوم البيانية (الإنجليزية)
- روب ديبل على موقع إن إن دي بي (الإنجليزية)